# Брентлі (Алабама)
Брентлі (англ. Brantley) — місто (англ. town) в США, в окрузі Креншо штату Алабама. Населення — 825 осіб (2020).
Історичний район Брентлі був включений до Національниого реєстру історичних місць 2 червня 2004 року.

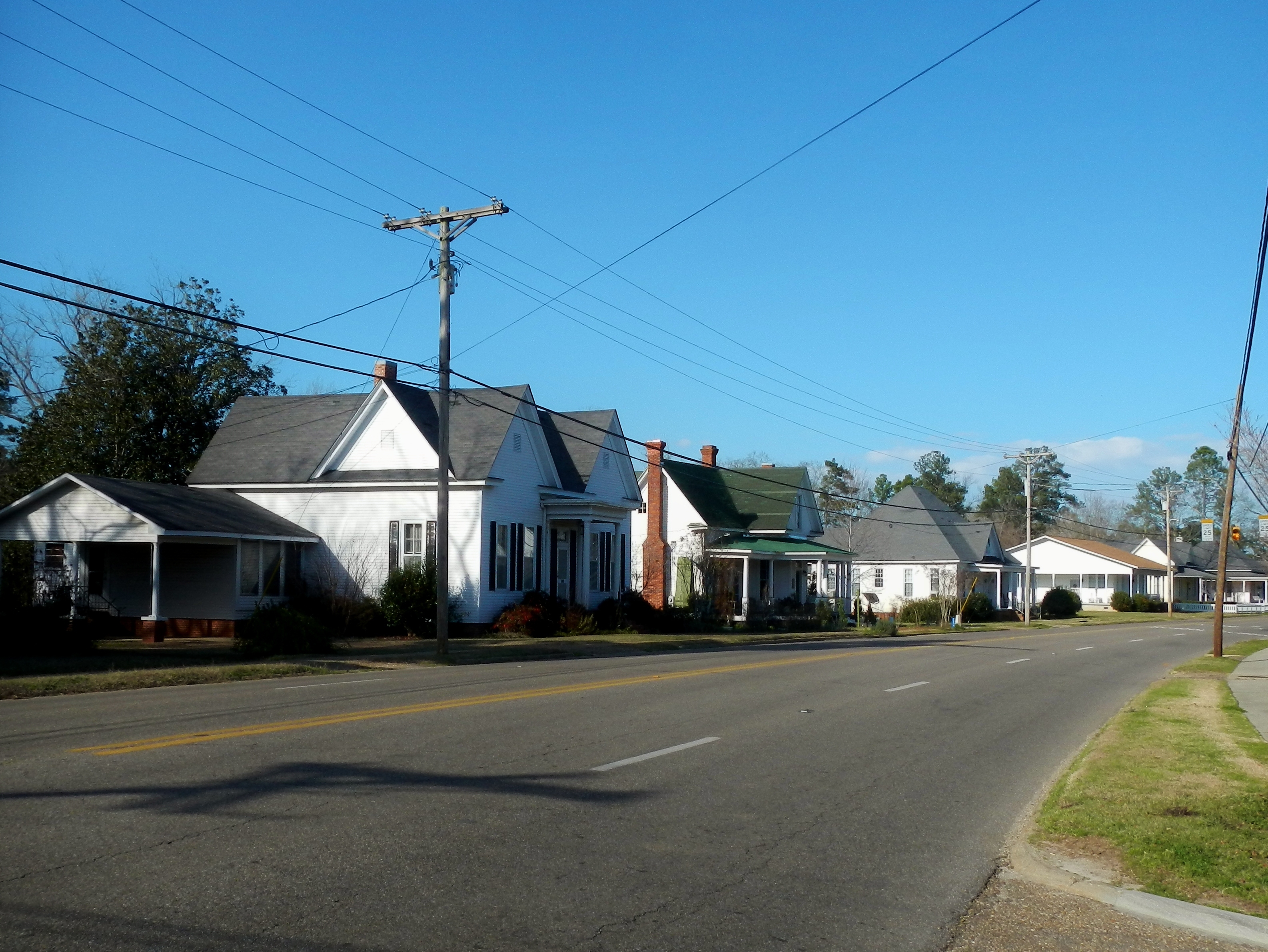
Історичний район Брентлі

## Географія
Брентлі розташоване за координатами 31°34′55″ пн. ш. 86°15′24″ зх. д. / 31.58194° пн. ш. 86.25667° зх. д. (31.581992, -86.256784).  За даними Бюро перепису населення США в 2010 році місто мало площу 8,18 км², з яких 8,05 км² — суходіл та 0,13 км² — водойми.

### Клімат
| Клімат : Брентлі      | Клімат : Брентлі | Клімат : Брентлі | Клімат : Брентлі | Клімат : Брентлі | Клімат : Брентлі | Клімат : Брентлі | Клімат : Брентлі | Клімат : Брентлі | Клімат : Брентлі | Клімат : Брентлі | Клімат : Брентлі | Клімат : Брентлі | Клімат : Брентлі |
| Показник              | Січ.             | Лют.             | Бер.             | Квіт.            | Трав.            | Черв.            | Лип.             | Серп.            | Вер.             | Жовт.            | Лист.            | Груд.            | Рік              |
| Середній максимум, °C | 14,4             | 16,7             | 20,6             | 26,1             | 29,4             | 32,8             | 33,9             | 33,3             | 31,1             | 26,1             | 21,1             | 16,7             | 25,0             |
| Середній мінімум, °C  | 0,0              | 1,7              | 5,0              | 10,0             | 13,9             | 17,8             | 20,0             | 19,4             | 16,7             | 9,4              | 4,4              | 1,1              | 10,0             |
| Норма опадів, мм      | 127              | 132              | 160              | 122              | 104              | 112              | 152              | 137              | 107              | 58               | 89               | 124              | 1425             |
| --------------------- | ---------------- | ---------------- | ---------------- | ---------------- | ---------------- | ---------------- | ---------------- | ---------------- | ---------------- | ---------------- | ---------------- | ---------------- | ---------------- |
| Джерело: Weatherbase  |                  |                  |                  |                  |                  |                  |                  |                  |                  |                  |                  |                  |                  |

## Демографія

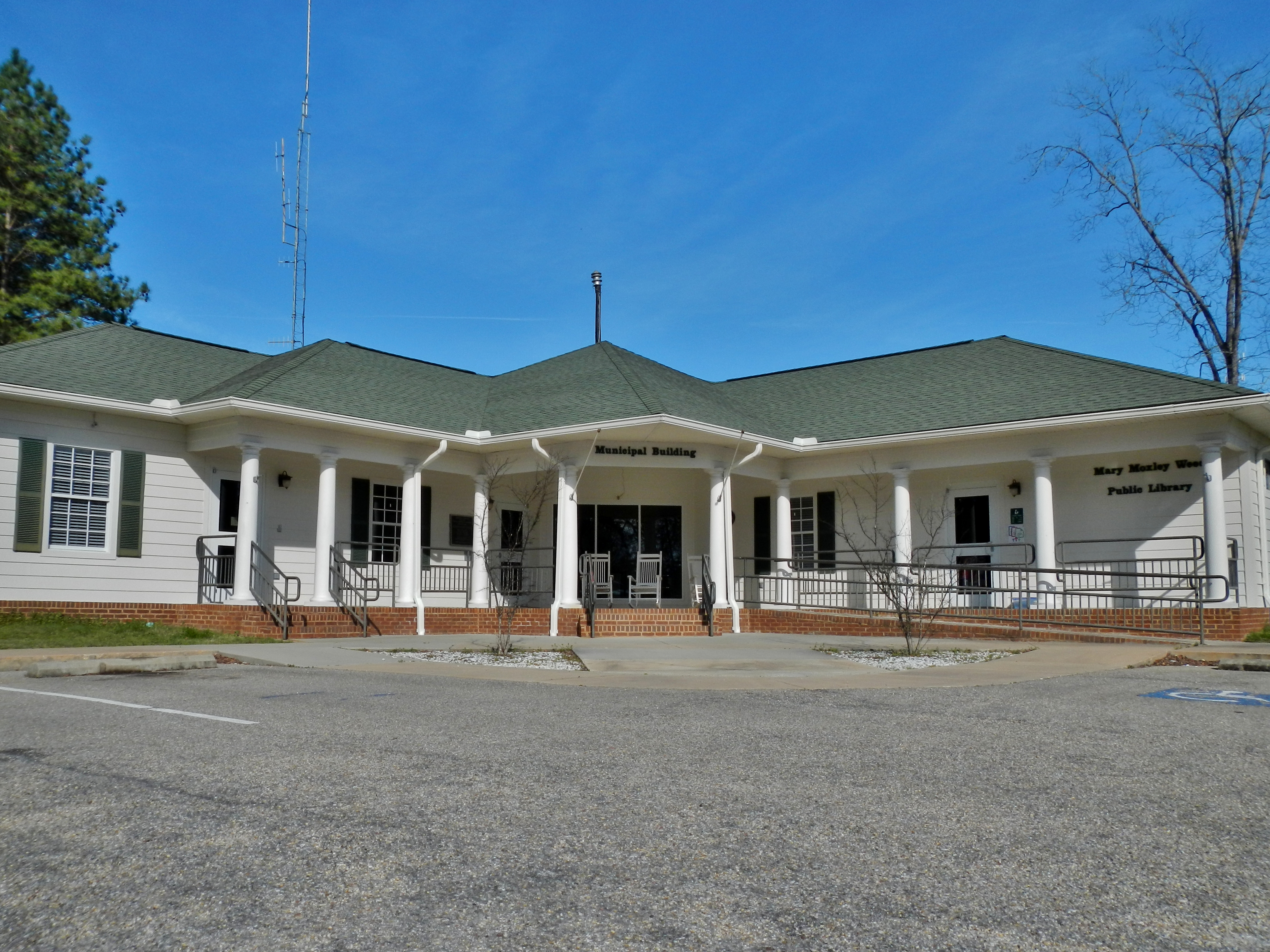
Мерія та публічна бібліотека

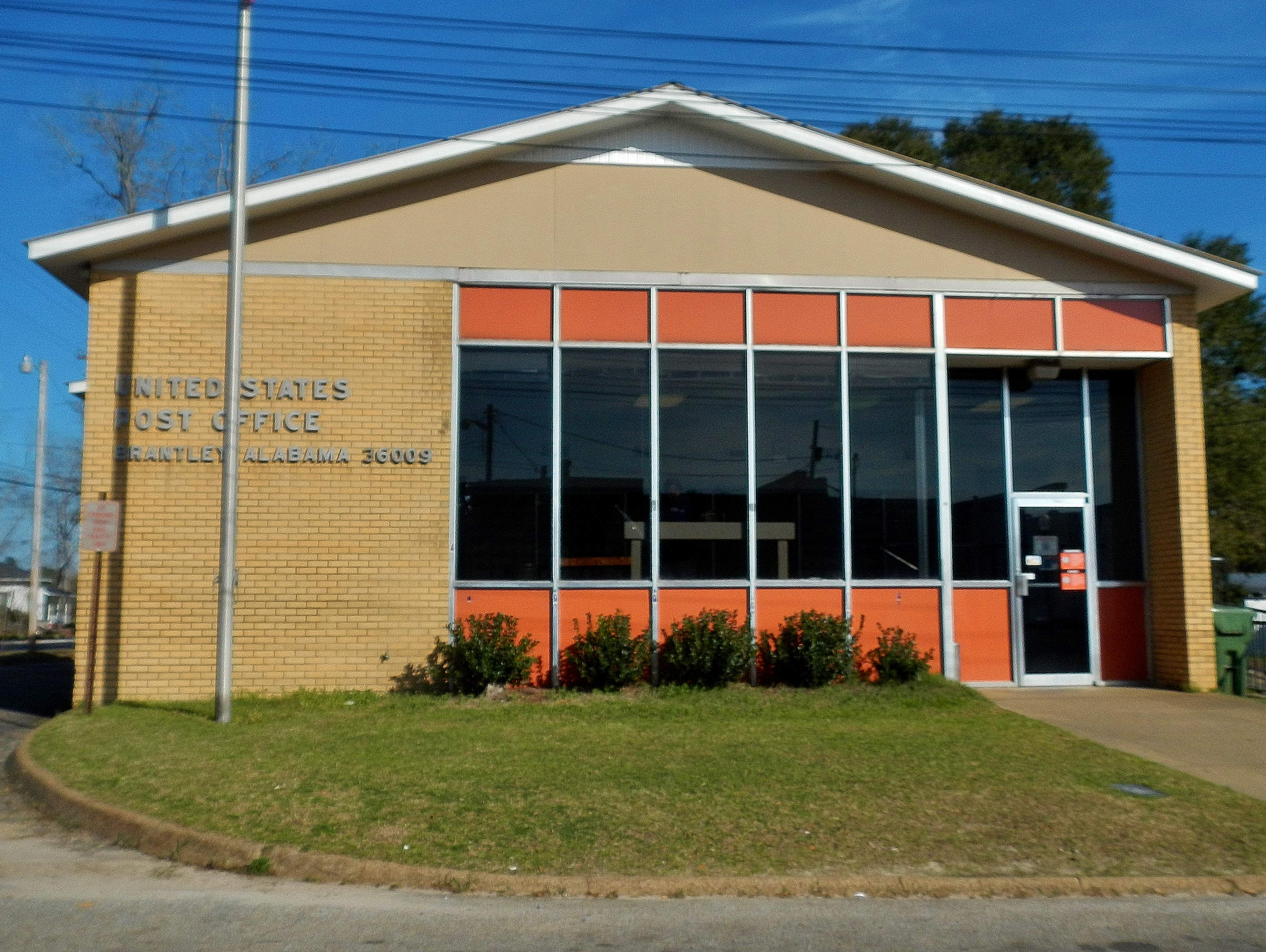
Пошта

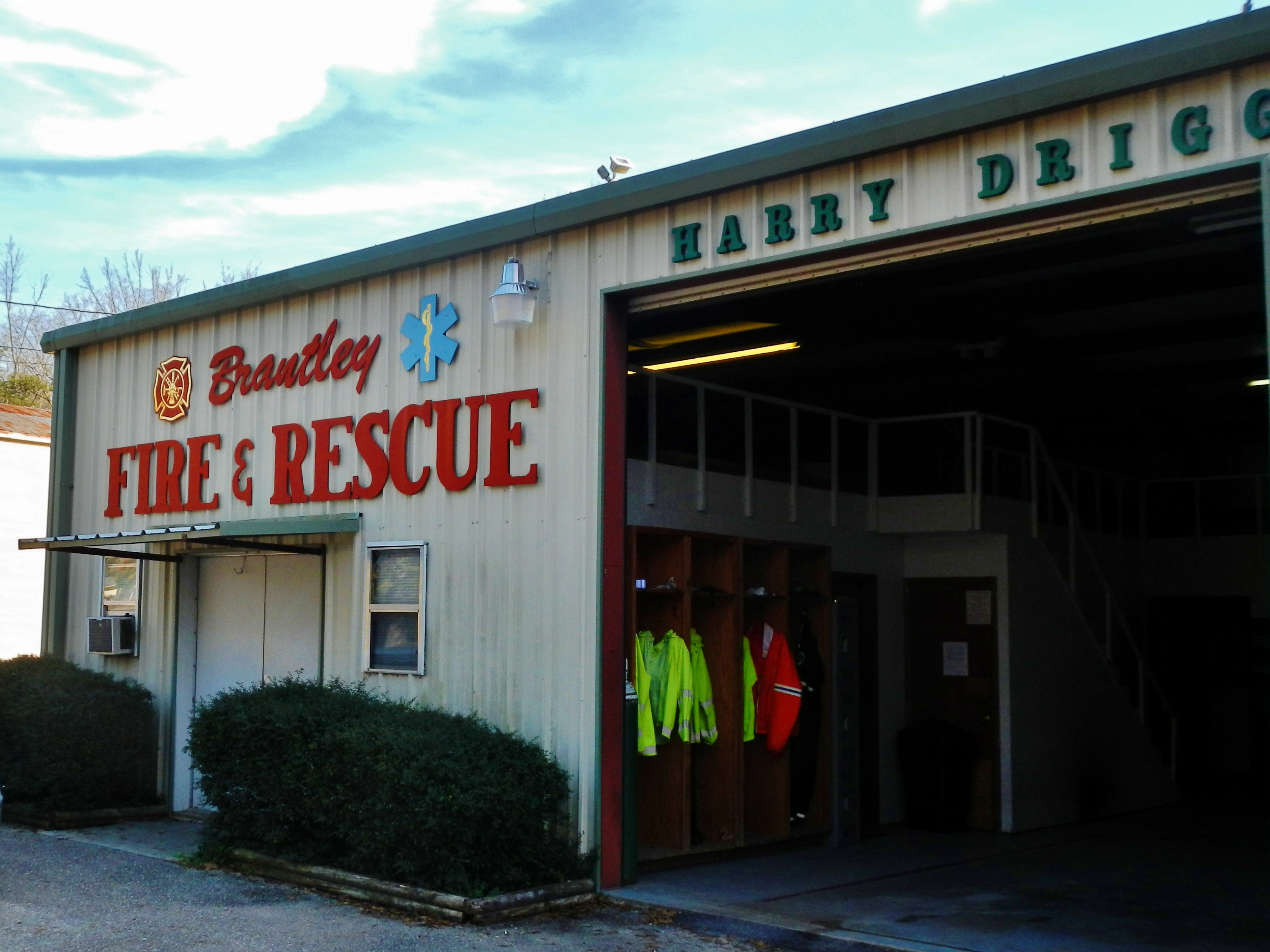
Пожежна частина

Згідно з переписом 2010 року, у місті мешкало 809 осіб у 364 домогосподарствах у складі 220 родин. Густота населення становила 99 осіб/км².  Було 421 помешкання (51/км²).
Расовий склад населення:
| - 56,1 % — білих - 38,8 % — чорних або афроамериканців - 0,6 % — корінних американців - 0,5 % — азіатів - 1,1 % — осіб інших рас |

До двох чи більше рас належало 2,8 %. Частка іспаномовних становила 2,0 % від усіх жителів.
За віковим діапазоном населення розподілялося таким чином: 25,5 % — особи молодші 18 років, 55,0 % — особи у віці 18—64 років, 19,5 % — особи у віці 65 років та старші. Медіана віку мешканця становила 41,5 року. На 100 осіб жіночої статі у місті припадало 81,4 чоловіків;  на 100 жінок у віці від 18 років та старших — 73,8 чоловіків також старших 18 років.
Середній дохід на одне домашнє господарство  становив 46 553 долари США (медіана — 27 870), а середній дохід на одну сім'ю — 65 679 доларів (медіана — 46 071). Медіана доходів становила 37 500 доларів для чоловіків та 25 417 доларів для жінок. За межею бідності перебувало 20,7 % осіб, у тому числі 27,7 % дітей у віці до 18 років та 32,5 % осіб у віці 65 років та старших.
Цивільне працевлаштоване населення становило 362 особи. Основні галузі зайнятості: освіта, охорона здоров'я та соціальна допомога — 27,1 %, виробництво — 24,0 %, роздрібна торгівля — 8,6 %, науковці, спеціалісти, менеджери — 7,5 %.